# 닛사이촌
닛사이촌(入西村)은 사이타마현 이루마군에 존재했던 촌이다.

## 지리
- 현재 사카도시의 북서부에 위치하며 북쪽은 오시베강, 남쪽에서 동쪽으로 고마강이 흐르고 그 사이를 구즈강이 흐르고 있다.
- 논과 밭이 펼쳐진 농촌 지역이었으나, 최근 이곳이 사카토이리니시 지구(사카토 뉴시티 니사이)로 무사시 그린엔시티의 한 지구가 되어 논밭이 있던 자리에 뉴타운 조성이 이루어졌다.

## 역사
- 1889년 4월 1일 - 정촌제 시행에 의해 이루마군 닛사이촌이 성립하였다.
- 1954년 7월 1일 - 사카도 정, 미요시노 촌, , 오야 촌, 스구로 촌과 합병해 새로운 사카도 정이 성립하여, 닛사이촌은 소멸하였다.